# کیلینوچی
کیلینوچی (به لاتین: Kilinochchi) یک منطقهٔ مسکونی در سری‌لانکا است که در ناحیه کیلینوچی واقع شده‌است.